# Jan Knudsen
Jan Knudsen (Bergen, 19 dicembre 1953 – Bergen, 27 settembre 1999) è stato un calciatore norvegese, di ruolo portiere.

## Carriera

### Club
Knudsen difese la porta del Brann dal 1974 al 1980, totalizzando 103 presenze nel solo campionato.

## Palmarès

### Club

#### Competizioni nazionali
- Coppa di Norvegia: 1

Brann: 1976